# Kościół Matki Boskiej Nieustającej Pomocy w Woli Rzędzińskiej

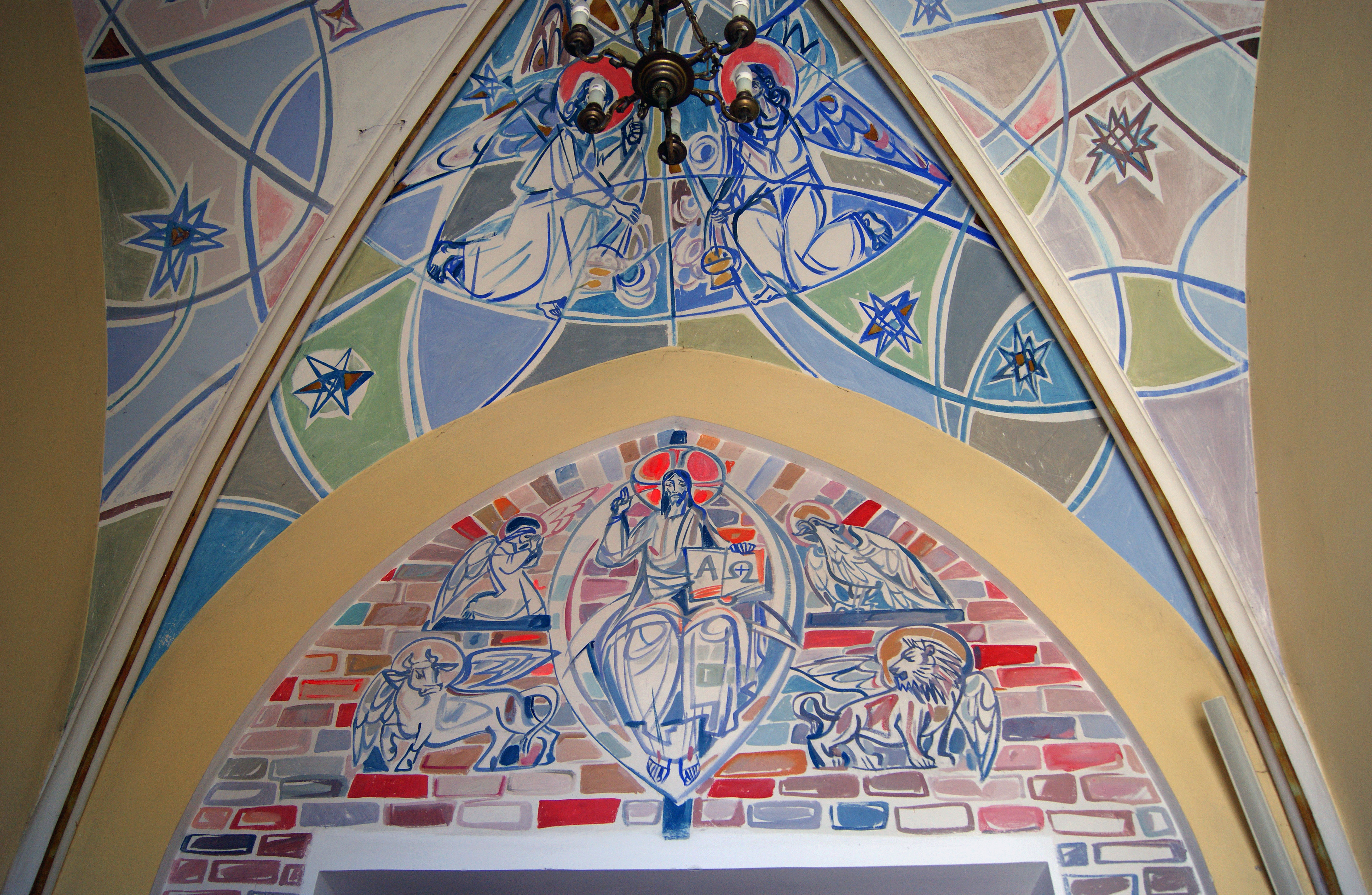
Polichromia w przedsionku.

Kościół Matki Boskiej Nieustającej Pomocy – rzymskokatolicki kościół parafialny znajdujący się w Woli Rzędzińskiej w gminie Tarnów województwa małopolskiego.
Pierwszy kościół w miejscowości został zbudowany w 1903 roku. Obecna świątynia była wznoszona na miejscu poprzedniej od roku 1911, według projektu tarnowskiego architekta Augustyna Tarkowskiego. W pierwszym etapie, do 1918 roku, obok istniejącego budynku powstało nowe prezbiterium i boczne kaplice. Następnie, po rozebraniu starego kościoła, przystąpiono do budowy nawy z wieżą. Całą budowę ukończono w 1934 roku. Kościół został uszkodzony w wyniku działań wojennych podczas II wojny światowej, w 1939 i 1945 roku. Uszkodzone zostały dach, wieżyczka sygnaturki i witraże. Usuwanie zniszczeń trwało do 1950 roku.
Jest to neogotycki, jednonawowy, orientowany kościół z trójbocznie zamkniętym prezbiterium i bocznymi kaplicami w formie transeptu. Zachodnią fasadę wieńczy wieża z hełmem o kształcie ostrosłupa. Wnętrze kościoła, o sklepieniach żebrowo-krzyżowych i gwiaździstych, posiada neogotyckie wyposażenie. Ołtarz główny, pochodzący z 1934 roku, ma w polu głównym obraz Matki Boskiej Nieustającej Pomocy, otoczony rzeźbami świętych Piotra i Pawła. Rok 2003 był rokiem wielkiego jubileuszu 100 lat obecności obrazu Matki Bożej Nieustającej Pomocy w Woli Rzędzińskiej.